# مديرية حفاش
مديرية حفاش إحدى مديريات محافظة المحويت اليمنية والتي تقع إلى الغرب من العاصمة صنعاء. بلغ عدد سكانها 37884 نسمة عام 2004.

موقع مديرية حفاش في محافظة المحويت